# Colonia del Sacramento
Colonia del Sacramento (portugálul Colônia do Sacramento) város Uruguay délkeleti részén, a Río de la Plata mellett, szemben Buenos Airesszel. Colonia megye székhelye, lakosságszáma 21 714 fő.
Az ország legidősebb városa, amelynek erődjét a portugálok építették 1680-ban, de nem sokkal ezután a spanyolok kezére került, s még sokáig a két hatalom viszályainak középpontjában állt a Banda Oriental (a folyótól keletre fekvő területek) területén. Később a portugálok vonták ellenőrzésük alá, majd 1816 után Brazíliához tartozott, mint a Rio de Janeiró-i kormányzóság része. Az uruguayi függetlenségi harcok végén a Rio de Janeiro-i szerződésben (1828. augusztus 27.) Argentína és Brazília elismerte Banda Oriental függetlenségét, és megalakult az új állam Uruguayi Keleti Köztársaság néven.
Colonia del Sacramento az ország harmadik legnagyobb turistacélpontja a főváros, Montevideo, és Punta del Este után. Legfőbb látnivalója a San Gabriel-félsziget csúcsán fekvő óváros. Erődje, a Fortazela de San Gabriel az idők folyamán elpusztult, de sikerült helyreállítani a védőfal egy részét és a főkaput. Az óvárosban nincsenek csillogó paloták, csak keskeny, kanyargós utcák alacsony, általában földszintes házakkal. Az épületek legjavát a spanyolok építették, de vannak portugálok által építettek is, amelyek kb. 300 évesek. Itt található Uruguay egyik legrégibb temploma, az Iglesia Matríz del Santísimo Sacramento.